# Exner
Exner er et efternavn, der henviser til blandt andre:
- Adolf Exner
- Franz Exner
- Karl Exner
- Sigmund Exner
- Wilhelm Exner

## Dansk slægt
Slægten Exner kom til Danmark med oboist Johann Gottlieb Exner (1782-1857), der var født i Schmiedeberg i Nieder-Schlesien Bøhmen. Han var fader til maleren (Johan) Julius Exner (1825-1910), som var fader til maleren Aage Sofus Adolff Exner (1870-1951). Denne var fader til provst Gustav Johan Adolf Exner (1897-1981), som var fader til guldsmed Bent Exner (1932-2006), gift med guldsmed Helga Exner, født Menzel (født 1939), og til arkitekt Johannes Exner (født 1926), gift med arkitekt Inger Exner, født Würtzen (født 1926).